# World Games 2022/Rettungsschwimmen
Bei den World Games 2022 in Birmingham, Alabama, fanden vom 10. bis 11. Juli insgesamt 16 Wettbewerbe im Rettungsschwimmen statt, jeweils acht bei den Männern und bei den Frauen. Ausgetragen wurden die Wettkämpfe im Birmingham CrossPlex.
Die mit Abstand erfolgreichste Mannschaft war Deutschland, dessen Sportler neun der 16 Wettbewerbe gewann und sich darüber hinaus fünf weitere Bronzemedaillen sicherte. Dahinter folgten im Medaillenspiegel Ungarn mit drei und Italien mit zwei Goldmedaillen.

## Bilanz

### Medaillenspiegel
| Platz  | Land        | Gold | Silber | Bronze | Gesamt |
| ------ | ----------- | ---- | ------ | ------ | ------ |
| 1      | Deutschland | 9    | —      | 5      | 14     |
| 2      | Ungarn      | 3    | 1      | —      | 4      |
| 3      | Italien     | 2    | 10     | 5      | 17     |
| 4      | Frankreich  | 1    | 2      | 1      | 4      |
| 5      | Polen       | 1    | —      | 2      | 3      |
| 6      | Dänemark    | 1    | —      | —      | 1      |
| 7      | Spanien     | —    | 2      | 1      | 3      |
| 8      | Belgien     | —    | —      | 1      | 1      |
| 8      | Japan       | —    | —      | 1      | 1      |
| Gesamt | Gesamt      | 17   | 15     | 16     | 48     |

### Medaillengewinner
Männer
| Disziplin                         | Gold                                                                | Silber                                                                 | Bronze                                                             |
| --------------------------------- | ------------------------------------------------------------------- | ---------------------------------------------------------------------- | ------------------------------------------------------------------ |
| 50 m Retten                       | Danny Wieck (GER)                                                   | Francesco Ippolito (ITA)                                               | Joshua Perling (GER)                                               |
| 100 m Retten mit Flossen          | Jan Malkowski (GER)                                                 | Fabio Pezzotti (ITA)                                                   | Tim Brang (GER)                                                    |
| 100 m Retten mit Flossen und Gurt | Tim Brang (GER)                                                     | Francisco Catalá (ESP)                                                 | Alberto Turrado (ESP)                                              |
| 200 m Hindernisschwimmen          | Andreas Hansen (DEN)                                                | Francesco Ippolito (ITA)                                               | Enzo Nardozza (ITA)                                                |
| 200 m Super Lifesaver             | Francesco Ippolito (ITA)                                            | Kévin Lasserre (FRA)                                                   | Federico Gilardi (ITA)                                             |
| 4 × 25 m Retten einer Puppe       | DeutschlandFabian Ende Joshua Perling Fabian Thorwesten Danny Wieck | ItalienMauro Ferro Simone Locchi Francesco Ippolito Fabio Pezzotti     | PolenWojciech Kotowski Adam Dubiel Cezary Kępa Hubert Nakielski    |
| 4 × 50 m Hindernisschwimmen       | UngarnSzebasztián Szabó Bence Gyárfás Krisztián Takács Gábor Balog  | ItalienMauro Ferro Simone Locchi Francesco Ippolito Davide Marchese    | JapanNaoya Hirano Takahiro Itaba Yoshiharu Takasu Suguru Andō      |
| 4 × 50 m Retten mit Gurt          | UngarnSzebasztián Szabó Bence Gyárfás Krisztián Takács Gábor Balog  | ItalienFabio Pezzotti Simone Locchi Francesco Ippolito Davide Marchese | DeutschlandFabian Ende Jan Malkowski Fabian Thorwesten Danny Wieck |

Frauen
| Disziplin                         | Gold | Silber                                                                | Bronze                                                                         |
| --------------------------------- | --- | --------------------------------------------------------------------- | ------------------------------------------------------------------------------ |
| 50 m Retten                       | Nina Holt (GER) | Helene Giovanelli (ITA)                                               | Kerstin Lange (GER)                                                            |
| 100 m Retten mit Flossen          | Undine Lauerwald (GER) | Antía García Silva (ESP)                                              | Nina Holt (GER)                                                                |
| 100 m Retten mit Flossen und Gurt | Federica Volpini (ITA) | Paola Lanzilotti (ITA)                                                | Justine Weyders (FRA)                                                          |
| 200 m Hindernisschwimmen          | Nina Holt (GER) | Anna Pirovano (ITA)                                                   | Alicja Tchórz (POL)                                                            |
| 200 m Super Lifesaver             | Magali Rousseau (FRA) | Paola Lanzilotti (ITA)                                                | Silvia Meschiari (ITA)                                                         |
| 4 × 25 m Retten einer Puppe       | DeutschlandUndine Lauerwald Nina Holt Vivian Zander Kerstin Lange                                                                                  | FrankreichLudivine Blanc Magali Rousseau Leslie Belkacemi Ava Prêtre  | BelgienSofie Boogaerts Stefanie Lindekens Nele Vanbuel Aurélie Romanini        |
| 4 × 50 m Hindernisschwimmen       | PolenKornelia Fiedkiewicz Klaudia Naziębło Paula Żukowska Alicja Tchórz UngarnPetra Senánszky Fanni Gyurinovics Zsuzsanna Jakabos Evelyn Verrasztó | —                                                                     | ItalienHelene Giovanelli Lucrezia Fabretti Francesca Pasquino Silvia Meschiari |
| 4 × 50 m Retten mit Gurt          | DeutschlandNina Holt Vivian Zander Kerstin Lange Undine Lauerwald                                                                                  | UngarnPetra Senánszky Fanni Gyurinovics Zsuzsanna Jakabos Panna Ugrai | ItalienHelene Giovanelli Lucrezia Fabretti Francesca Pasquino Federica Volpini |